# ادسون بستوس
ادسون بستوس (انگلیسی: Édson Bastos؛ زادهٔ ۳ نوامبر ۱۹۷۹) بازیکن فوتبال اهل برزیل است.
از باشگاه‌هایی که در آن بازی کرده‌است می‌توان به باشگاه ورزشی فورتالزا، باشگاه فوتبال کوریتیبا، و باشگاه فوتبال فیگیرنسه اشاره کرد.